# プラチナゴールデンショー
『プラチナゴールデンショー』は、1966年10月9日から1971年4月25日、および1973年10月7日から1974年4月28日まで日本テレビ系列局で放送されていた日本テレビ製作の音楽バラエティ番組である。いずれもプラチナ萬年筆の一社提供。

## 概要
集英社の芸能雑誌『明星』が協賛していた関係から、当初は『プラチナアワー 明星ゴールデンショー』（ - みょうじょうゴールデンショー）と題して放送されていたが、しばらくして表題通りのタイトルに変更された。また、当初は日曜19:00枠で放送されていたが、1968年春の改編で金曜20:00枠の『三菱ダイヤモンド・アワー』で隔週放送されていた『ディズニーランド』が同枠から独立し、同時間帯で単独放送されることになったため、番組は日曜18:00枠へ移動した。
番組は1971年春の改編で一旦終了したが、1973年秋の改編で2年半ぶりの復活を果たした。日曜18:30枠での放送だったが、内容自体は基本的に第1期と同じだった。第2期ではジャニーズ・ジュニア参加者の公募も行っており、この中から後に俳優として活躍する松原秀樹、THE GOOD-BYEの曾我泰久を見い出した。

## 放送時間
いずれも日本標準時。

### 第1期
- 日曜 19:00 - 19:30 （1966年10月9日 - 1968年3月31日）
- 日曜 18:00 - 18:30 （1968年4月7日 - 1971年4月25日）

### 第2期
- 日曜 18:30 - 19:00 （1973年10月7日 - 1974年4月28日）

## 出演者
- 藤村有弘 - 第1期のメイン司会。全ての回に出演。
- 太田博之 - 第1期のサブ司会。1967年9月まで出演。
- 由美かおる - 第1期のサブ司会。太田の後継者として1967年10月から1968年9月まで出演。
- フォーリーブス - 元は第1期のレギュラーで、1967年10月から出演していたが、1968年10月にサブ司会に昇格。以後、由美の後継者として1970年9月まで出演。第2期ではメイン司会を務めていた。
- 永田英二 - 第1期のレギュラー。フォーリーブスの最初期メンバーだったが、小学校6年だったため、グループのレコードデビューにあたって、青山孝とメンバーチェンジ。永田はソロシンガーとしてデビューとなった。
- ハイ・スパンキー - 第1期のサブ司会。フォーリーブスの後継者として1970年10月から1971年4月まで出演。
- 恵とも子 - 第1期のサブ司会。1968年初頭まで出演していたが、結婚・引退のために降板した。
- 榊原ルミ - 第1期のサブ司会。恵の後継者として1968年初頭から1971年4月まで出演。
- 寺内タケシ - 第1期の演奏者レギュラー。1968年から1971年4月まで出演。うち、1969年までは寺内タケシとバニーズとして、1970年10月からは寺内タケシとブルージーンズのバンドリーダーとして出演。
- スクールメイツ - 全ての回に出演。
- 郷ひろみ - 第2期のサブ司会。
- ジャニーズ・ジュニア - 第2期のレギュラー。
- ほか

## 主題歌
「マイ・プラチナ」
作詞：橋本淳 / 作曲：すぎやまこういち / 歌：ハプニングス・フォー
この曲はプラチナ萬年筆のCMソングも兼ねており、歌の随所にプラチナの名が頻出する。

## ネット局
- 日本テレビ（制作局）：日曜 19:00 - 19:30 → 日曜 18:00 - 18:30（第1期） → 日曜 18:30 - 19:00（第2期）
- 札幌テレビ
- 青森放送：日曜 19:00 - 19:30（第1期）[1] → 日曜 18:30 - 19:00（第2期）[2]
- 岩手放送：月曜 19:00 - 19:30（第1期）[3] → テレビ岩手：日曜 18:30 - 19:00（第2期）[4]
- 秋田放送：日曜 19:00 - 19:30（第1期）[1] → 日曜 18:30 - 19:00（第2期）[2]
- 山形放送：日曜 19:00 - 19:30（第1期）[5] → 日曜 18:30 - 19:00（第2期）[6]
- 仙台放送：日曜 19:00 - 19:30（第1期）[7] → ミヤギテレビ：日曜 18:30 - 19:00（第2期）[8]
- 福島テレビ：月曜 19:00 - 19:30（第1期）[7] → 福島中央テレビ：土曜 18:00 - 18:30（第2期）[8]
- 新潟放送：月曜 19:00 - 19:30（第1期）[9] → 土曜 18:00 - 18:30（第2期）[10]
- 北日本放送（日曜夕方時代は1969年4月6日より放送）[11]
- 福井放送（日曜夕方時代にて放送されていた）[12]
- 信越放送：月曜 19:00 - 19:30（第1期）[13]
- 山梨放送：日曜 19:00 - 19:30（第1期）[14] → 日曜 18:30 - 19:00（第2期）[15]
- 静岡放送：月曜 19:00 - 19:30（第1期）[16]
- 名古屋テレビ：日曜 19:00 - 19:30（第1期）[17] → 中京テレビ：日曜 18:30 - 19:00（第2期）[18]
- 読売テレビ：日曜 19:00 - 19:30（第1期）[19] → 日曜 18:30 - 19:00（第2期）[20]
- 日本海テレビ：日曜 19:00 - 19:30（第1期）[21] → 日曜 18:30 - 19:00（第2期）[22]（第1期当時は鳥取県のみの県域局）
- 山陰放送：月曜 19:00 - 19:30（第1期）[21]（当時は島根県のみの県域局）
- 西日本放送：日曜 19:00 - 19:30（第1期）[23] → 日曜 18:00 - 18:30（第1期・1970年9月当時）[24] → 日曜 18:30 - 19:00（第2期）[25]
- 広島テレビ：日曜 19:00 - 19:30（第1期）[23] → 水曜 18:00 - 18:30（第1期・1970年9月当時）[26] → 日曜 18:30 - 19:00（第2期）[25]
- 山口放送：日曜 19:00 - 19:30（第1期）[27] → 日曜 18:00 - 18:30（第1期・1970年9月当時）[26] → 日曜 18:30 - 19:00（第2期）[28]
- 四国放送：日曜 19:00 - 19:30（第1期）[29] → 日曜 18:30 - 19:00（第2期）[30]
- 南海放送：日曜 19:00 - 19:30（第1期）[27] → 火曜 19:00 - 19:30（第1期・1970年9月当時）[26] → 日曜 18:30 - 19:00（第2期）[28]
- 高知放送：日曜 19:00 - 19:30（第1期）[27] → 日曜 18:00 - 18:30（第1期・1970年9月当時）[26] → 日曜 18:30 - 19:00（第2期）[28]
- 福岡放送：日曜 18:00 - 18:30（第1期、1969年4月開局時から）[31] → 日曜 18:30 - 19:00（第2期）[32]
- 熊本放送：月曜 19:00 - 19:30（第1期）[33] → テレビ熊本：日曜 16:30 - 17:00（第2期）[32]
- 大分放送：月曜 19:00 - 19:30（第1期）[27] → テレビ大分：土曜 19:00 - 19:30（第2期）[28]
- 宮崎放送：木曜 18:00 - 18:30（第1期）[34] → 土曜 18:00 - 18:30[35]
- 南日本放送：月曜 19:00 - 19:30（第1期）[34] → 鹿児島テレビ：日曜 18:30 - 19:00（第2期）[35]
- 琉球放送：月曜 19:00 - 19:30（第1期）[36]

## 参考資料
- 東京新聞[どれ?][要ページ番号]
- 読売新聞縮刷版[どれ?][要ページ番号]
- 朝日新聞縮刷版[どれ?][要ページ番号]
- 『日本テレビ・ポスターコレクション』日本テレビ放送網、1992年。ISBN 4-8203-9238-7。[要ページ番号]

| 日本テレビ系列 日曜19:00枠                                                       | 日本テレビ系列 日曜19:00枠                                                                                | 日本テレビ系列 日曜19:00枠                                                               |
| 前番組                                                                           | 番組名 | 次番組                                                                                   |
| -------------------------------------------------------------------------------- | --- | ---------------------------------------------------------------------------------------- |
| サマー・フォーク・フェスティバル （1966年10月2日） 【日曜19:30枠から移動・終了】 | プラチナアワー 明星ゴールデンショー ↓ プラチナゴールデンショー（第1期） （1966年10月9日 - 1968年3月31日） | ディズニーランド （1968年4月7日 - 1969年9月21日） ※19:00 - 19:56 【金曜20:00枠から移動】 |
| 日本テレビ系列 日曜18:00枠                                                       | |                                                                                          |
| キャプテン・ファドム                                                             | プラチナゴールデンショー（第1期） （1968年4月7日 - 1971年4月25日）                                        | ゴールデン・キックボクシング （1971年5月 - 1974年3月） 【日曜19:00枠から移動】           |
| 日本テレビ系列 日曜18:30枠                                                       | |                                                                                          |
| ナブ号の世界動物探検 （1973年4月1日 - 1973年9月30日）                            | プラチナゴールデンショー（第2期） （1973年10月7日 - 1974年4月28日）                                       | NOWヒットパレード （1974年5月5日 - 1974年9月）                                           |